# Chanda Rubin
Chanda Rubin (Lafayette, 18 de Fevereiro de 1976) é um ex-tenista profissional estadunidense, conhecida por ser um especialista em simples e duplas.

## Grand Slam finais (2 (1–1))
| Posição | Ano  | Campeonato          | Parceira                | Oponentes                            | Placar        |
| Campeã  | 1996 | Aberto da Austrália | Arantxa Sánchez Vicario | Lindsay Davenport Mary Joe Fernández | 7–5, 2–6, 6–4 |
| Vice    | 1999 | US Open             | Sandrine Testud         | Serena Williams Venus Williams       | 6–4, 1–6, 4–6 |